# Thomas Clifford (8e baron de Clifford)
Pour les articles homonymes, voir Clifford et Thomas Clifford (homonymie).
Thomas Clifford (25 mars 1414 – 22 mai 1455), 8e baron de Clifford et 8e seigneur de Skipton, est un membre de la famille Clifford. Il hérite des terres des Clifford à la mort de son père John en 1422. Sa mère est Elizabeth Percy, fille de Harry Hotspur.

## Biographie

### Titres et fonctions
Clifford hérite de la baronnie et du titre de shérif du Westmorland à l'âge de huit ans à la suite du décès de son père au siège de Meaux le 13 mars 1422,. Il entre pleinement dans ses fonctions en 1435.

### Carrière militaire et diplomatique
En 1435, Clifford accompagne le duc de Bedford en France, et vers 1439, conduit les forces anglaises qui défendaient Pontoise contre le roi Charles VII. En 1450, il est envoyé comme ambassadeur auprès du roi Jacques II d'Écosse.

## Mariage et descendance
Il épouse en 1424 Jeanne Dacre, fille de Thomas Dacre. Ils ont neuf enfants :
- John Clifford (mort en 1461)
- Roger Clifford (décapité en 1485 sur ordre de Richard III), marié à Joan Courtenay, fille de Thomas Courtenay, 5e/13e comte de Devon.
- Robert Clifford (mort en 1508). Il soutient brièvement le prétendant yorkiste au trône d'Angleterre Perkin Warbeck.
- Thomas Clifford
- Elizabeth Clifford, épouse William Plumpton puis John Hamerton
- Maud Clifford, épouse John Harrington puis Edmund Sutton
- Anne Clifford, épouse Richard Tempest puis William Conyers
- Jeanne Clifford, épouse Simon Musgrave
- Margaret Clifford, épouse Robert Carre

## Mort et succession
Clifford est un partisan du roi Henri VI dans le conflit qui l'oppose à Richard Plantagenêt. Clifford participe à la bataille de St Albans le 22 mai 1455, combattant pour la Maison de Lancastre, lors du premier engagement de la guerre des Deux-Roses. Il est battu à mort par les soldats yorkistes.
Clifford est enterré à la Cathédrale Saint-Alban de St Albans. Son fils aîné John hérita de ses titres.

## Dans la fiction
Clifford apparaît brièvement dans la deuxième partie de la pièce Henri VI de William Shakespeare, où il est tué par Richard Plantagenêt. Son fils aîné John est dépeint comme assoiffé de vengeance après la mort de son père et personnellement responsable de la décapitation d'Edmond Plantagenêt en représailles.